# Newcastle upon Tyne
Newcastle upon Tyne (pogosto skrajšano v Newcastle) je mesto z okoli 300.000 prebivalci (mestna aglomeracija šteje med 800.000 in 1, 3 milijona ljudi) v grofiji Tyne and Wear v severovzhodnem delu Anglije. Leži na severnem bregu reke Tyne. Mesto je nastalo na območju rimske naselbine z imenom Pons Aelius. Mesto je ime dobilo po svojem gradu, ki ga je leta 1080 zgradil Robert II., vojvoda Normadije, najstarejši sin Viljema Osvajalca. Mesto je bilo pomembno središče trgovanja z volno in kasneje kopanja premoga. Pristanišče se je razvilo v 16. stoletju in je skupaj z ostalimi ladjedelnicami vzdolž reke Tyne spadalo med najpomembnejša središča izdelave in popravil ladij na svetu. Ta industrija je kasneje upadla in dokončno izginila. Danes je mesto predvsem poslovno in kulturno središče, posebej znano po svojem živahnem nočnem življenju.